# Hendrik de Rijke (waterbouwkundige)

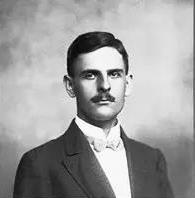
Hendrik de Rijke

Hendrik de Rijke (Tokyo,17 januari 1890 - Nantong, China, 18 augustus 1919) was een Nederlands waterbouwkundige, werkzaam in China. Hij was de zoon van Johannis de Rijke en diens tweede vrouw  Maria Suzanna Heck. In 1900 ging hij met zijn moeder, broers en zusters terug naar Nederland. Zijn vader volgde hen in 1903. Volgens Grolleman volgde hij tussen 1900 en 1910 een opleiding in de waterbouwkunde in Groningen, maar dat lijkt onwaarschijnlijk omdat het gezin in die periode in Haarlem en Arnhem woonde en er in die tijd ook geen waterbouw opleiding in Groningen bekend is.

## Shanghai

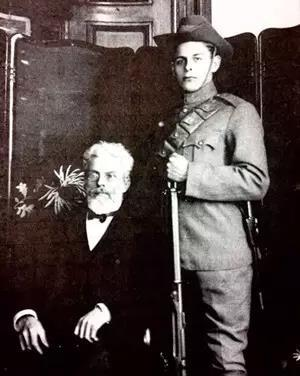
Johannis de Rijke en Hendrik de Rijke

In 1905 kreeg zijn vader opdracht van de Chinese overheid om de toegang naar de haven van Shanghai te verbeteren. Als gevolg hiervan kondigde deze aan in 1905 te vertrekken naar China. Samen met zijn toen 16-jarige zoon Hendrik arriveerde De Rijke in februari 1906 als hoofdingenieur te Shanghai. Zijn jongste dochter uit zijn eerste huwelijk, Coba, ging ook mee als huishoudster. Hendrik fungeerde als secretaris van zijn vader, maar deed daarnaast veel ervaring op bij de uitvoering van dit werk.

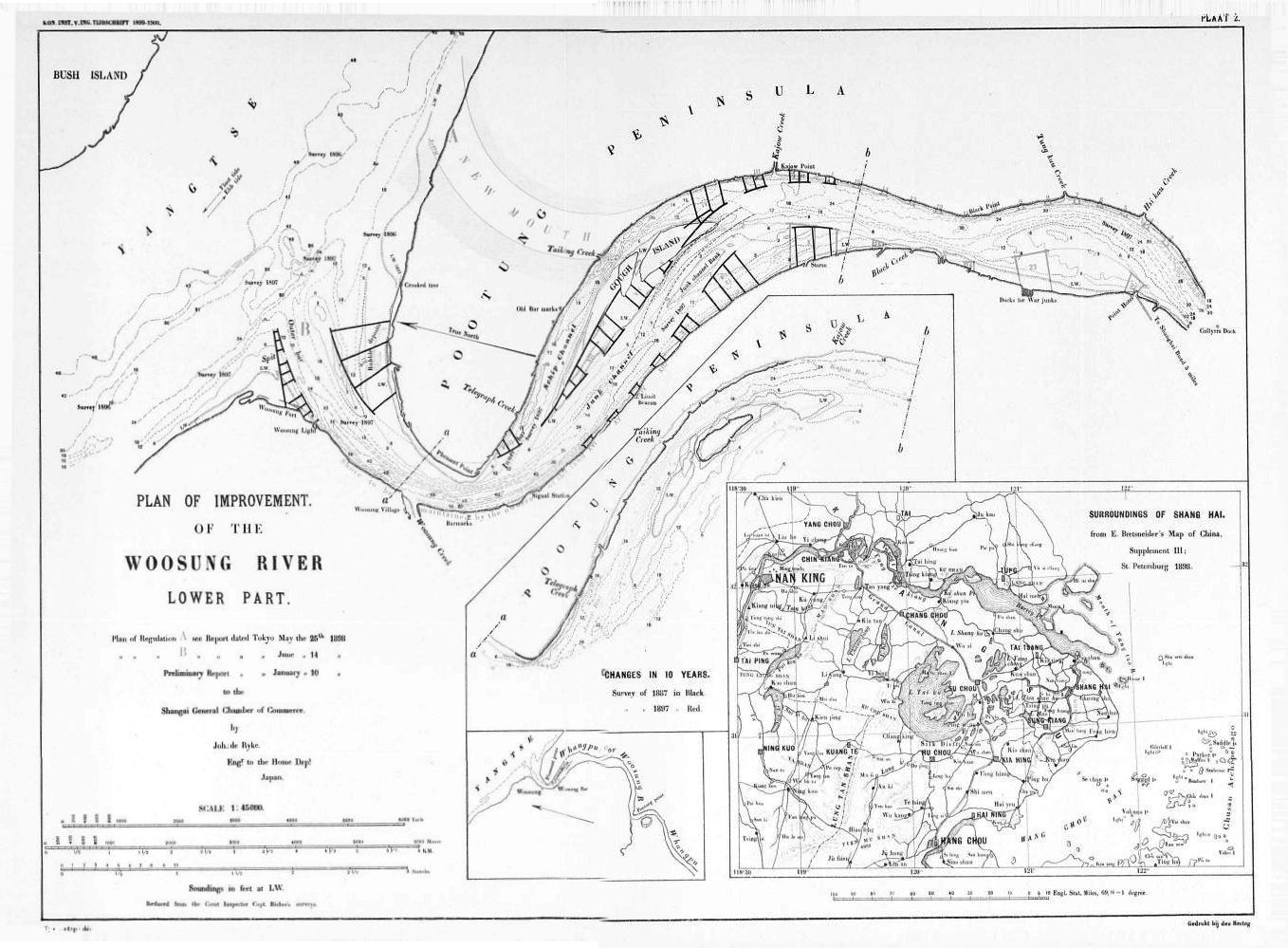
Verbetering van de Woosung

In dezelfde tijd kreeg Johannis opdracht van een Chinese landeigenaar om de rivieroever van de Yangtze vast te leggen. De man had veel last van oevererosie, waardoor zijn bezit verkleinde.
In 1910 zijn de grootste problemen opgelost door gebruik te maken van klassieke Nederlandse zinkstukken. Het Engelse Institution of Civil Engineers roemt dit werk zelfs bij een bespreking van een vergelijkbaar werk in Rangoon.  Johannis besluit dan (hij is 68) met pensioen naar Nederland te gaan, maar Hendrik blijkt in China.

## Nantong

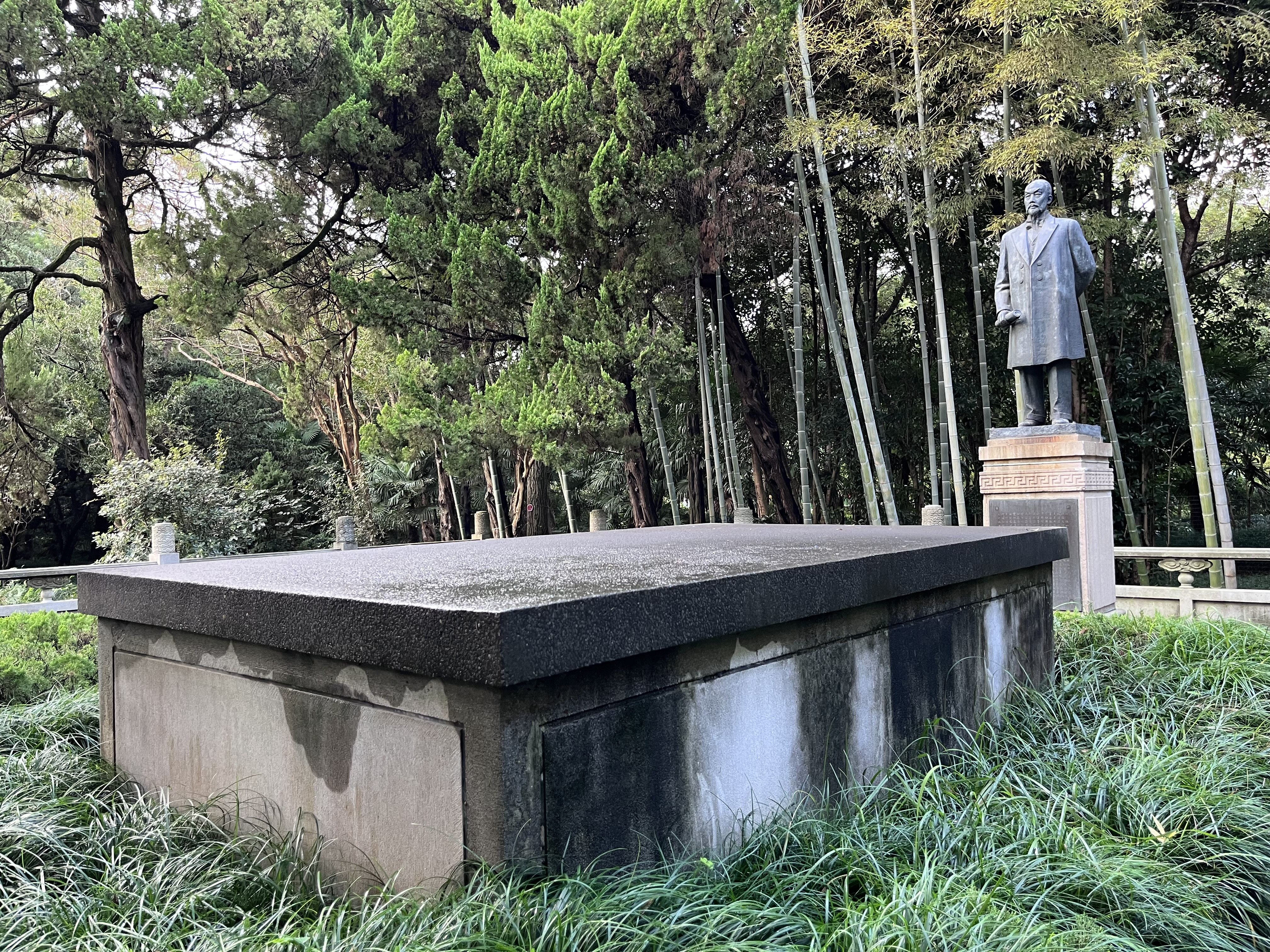
graf van Zhang Jian met beeld van hem

In de stad Nantong, zo’n 100 km bovenstrooms van Shanghai aan de Yangtse heeft nogal last van overstromingen. De stad ligt op de plek waar de Yangtse en de Huai He samenvloeien. De overstromingen leiden ook tot heel veel cholera. Al van 1911 tot 1914 had een groep Amerikanen met ervaring bij het werken aan het Panamakanaal geprobeerd de Huai-rivier te temmen, maar het project mislukte om verschillende redenen. Sommige Chinese functionarissen waren tegen het project, en de Amerikanen wilden het gezag niet afstaan aan een belangrijke functionaris genaamd Zhang Jian (张謇) – en toen de Eerste Wereldoorlog uitbrak, werd het project volledig stopgezet.
Rond 1916 werd Hendrik formeel uitgenodigd door Zhang, die de leiding had over de waterprojecten van de stad en leiding gaf aan de groep die daar toezicht op, een soort waterschap (Baotan Hui). En zo arriveerde Hendrik in het voorjaar van 1916 en begon meteen met zijn werk: het gebied rond Nantong in kaart brengen en naar de rivieroevers gaan om onderzoek te doen. Hij zei dat hij de oevers van de Yangtze nu als zijn thuis beschouwt, “dag en nacht aan de rivier wonend”.
Na drie maanden veldobservaties diende hij het ‘Plan ter bescherming van Nantong’. in bij Zhang Jian. Zijn plan maakte gebruik van een aantal verschillende werken om de overstromingen te stoppen, waaronder 10 retentiebekkens , 1 grote sluis, 7 middelgrote en kleine sluizen, een brug, kustaanwinning, 6 reservoirs en 3 nieuwe wegen, en plantte riet en bomen om de rivieroevers te verstevigen. De werken besloegen niet alleen Nantong, maar ook nabijgelegen steden zoals Rugao, Haimen, Qidong en andere provincies, waarbij hij de Huai en dit deel van de Yangtze normaliseerde.
Zhang kon veel beter samenwerken met Hendrik dan met  de Amerikanen. Zhang zou later schrijven: “Bij mij leek hij, in al zijn handelingen, meer een zoon dan een werknemer.”
Zhang keurde de plannen snel goed – en Hendrik bleef om toezicht te houden op de bouw van deze projecten, waarbij hij van ‘s ochtends tot ‘s avonds werkte. Maar op 17 augustus 1919 – het was toen heel erg warm – werd de bodemplaat van de Negen Poortensluis  bij de kade van Yaowang voltooid. Op de bouwplaats, zo’n 60 km ten noordwesten van de stad, raakte Hendrik besmet met cholera, en de volgende ochtend stierf hij, 29 jaar oud.
Hendriks waterbeheerplannen werden in de jaren daarna zonder hem gerealiseerd.
Na zijn dood werd Hendrik, met toestemming van zijn moeder, begraven tijdens een openbare begrafenis aan de zuidelijke voet van de berg Jianshang bij Nantong- waarbij Zhang, ondanks dat hij 63 jaar oud was, een van de dragers was. Bij reconstuctiewerk in 1966 werd zijn graf beschadigd en het grootste deel van de buitenkant ging verloren. In 1987 werd zijn graf verplaatst naar de voorkant van de Bodhi-grot bij Jianshang, en de originele gedenksteen werd ook gevonden en teruggeplaatst.

## Eerbetoon

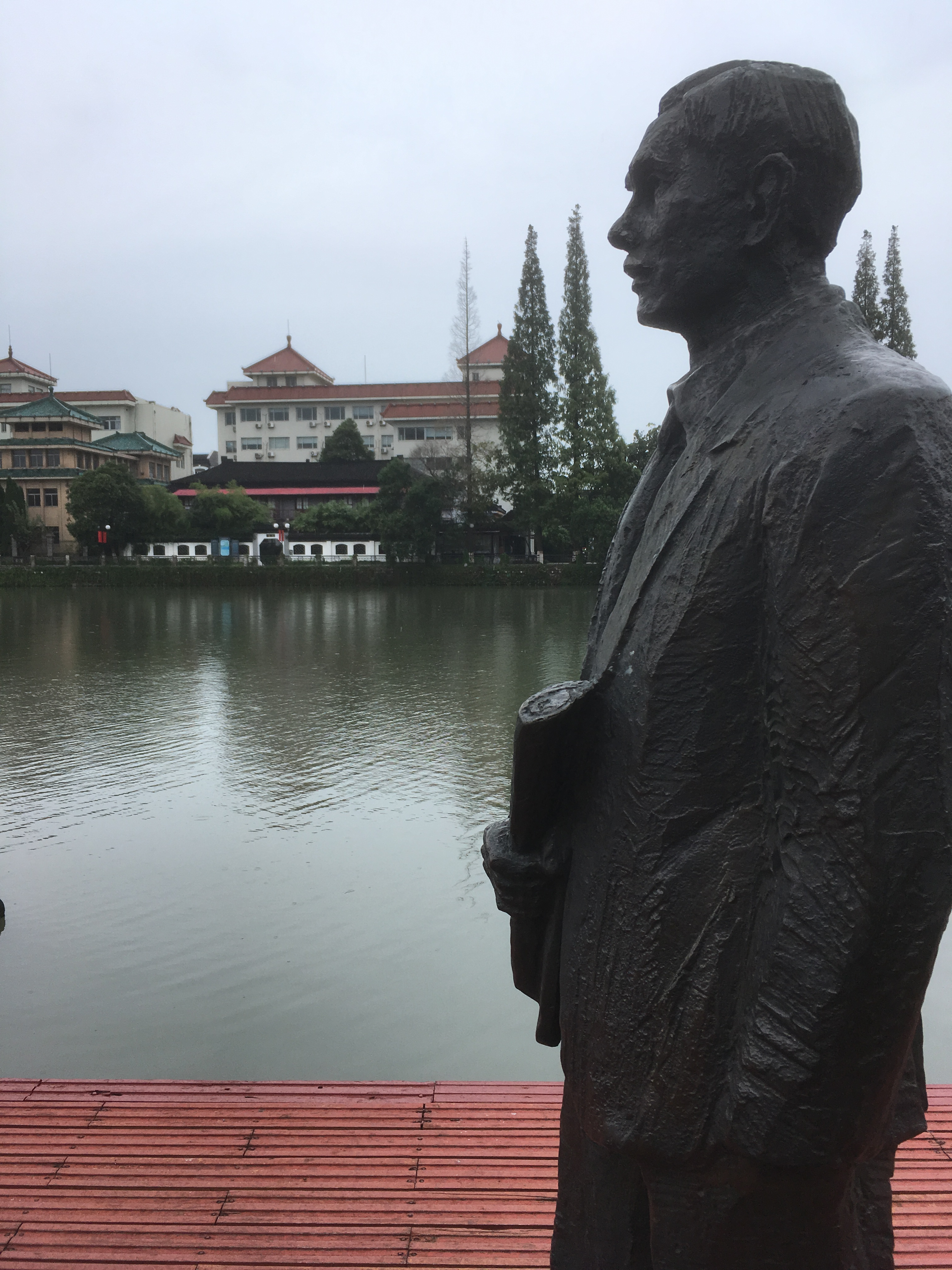
Standbeeld van Hendrik de Rijke in Nantong

Er zijn in Nantong een paar standbeelden van Hendrik. Er staat er een bij de voormalige gracht rond de stand. Langs de Yangtse is een park van het waterbeheermuseum is een beeldengroep die Baotan Hui weergeeft met in het midden Zhang Jian, geflankeerd door Johannis en Hendrik de Rijke. Veel van de dammen en sluizen die De Rijke ontwierp zijn nog steeds in gebruik, terwijl sommige die niet meer in gebruik zijn nu  beschermde erfgoedarchitectuur zijn. De bomen die langs de Yangtze zijn geplant, helemaal van Tianshenggang tot Langshan, zijn nu hoog en zijn meer dan 100 jaar oud.
Iet begin van de 21e eeuw is het contact tussen de familie van Hendrik de Rijke en Zhang Jian hersteld; naar aanleiding daarvan is een video-documentaire hierover gemaakt.
- Virtual International Authority File: 291179050